# Nasreddine Bousbaa
Nasreddine Bousbaa (Constantina, 1961) fue condenado por facilitar la entrada de ilegales en territorio español. Fue detenido en Madrid el 1 de julio de 2004 y liberado el 15 de febrero de 2005 bajo fianza de 6.000 euros. 
Nasreddine Bousbaa había tenido algunos problemas con las autoridades españoles. El 7 de noviembre de 2006 fue uno de los cuatro detenidos en Madrid en la Operación Tigris acusado de facilitar la entrada a España de "muyahidines" procedentes de Irak. 
Las investigaciones policiales únicamente pudieron asegurar que Bousbaa mantuvo contactos, hasta el mismo 10 de marzo de 2004, con algunos de los terroristas suicidas de Leganés que fueron los autores materiales del atentado en Madrid al día siguiente. Fueron pruebas circunstanciales en un caso mediático.
La fiscalía pedía para Bousbaa una pena de 13 años de prisión por su participación como supuesto colaborador en los atentados y fue finalmente condenado a 3 años de prisión por falsificación de documentos.